# La Cantatrice mondaine
La Cantatrice mondaine (en italien, La cantante mondana) est une peinture à l'huile sur toile (61 × 46 cm) du peintre italien Giovanni Boldini.  Datée vers 1884, elle est conservée en dépôt au musée Giovanni Boldini à Ferrare.

## Histoire
Après avoir abandonné les scènes de genre, au début des années 1880, Boldini revient au portrait et, en même temps, entreprend une recherche figurative sur le thème de la ville moderne, qui constitue la partie la plus intime et la plus expérimentale de sa production, celle des dessins, des gravures ou des œuvres destinées à des amis. Il étend d'abord ses investigations aux lieux de la vie nocturne comme les théâtres, les cafés-concerts et les salons musicaux. Des musiciens, des danseuses, des chanteurs, des groupes réunis dans des cafés apparaissent dans ses différentes œuvres qui par leurs sujets et par leur style trahissent la connaissance des débats figuratifs de l'avant-garde et la dette de Boldini envers Edgar Degas avec qui Boldini a fréquenté le Paris de la nuit et ses protagonistes. 
La Cantatrice mondaine est l'un des rares tableaux de Boldini dédié à la musique alors que celui-ci est un mélomane passionné qui possède dans son atelier un piano où s'assoient ses amis musiciens ou dilettantes qui partagent sa passion.  
Appartenant autrefois à la collection de l'artiste puis passée dans une collection privée, l'œuvre a été achetée par la Fondation Carife en 2008 et entreposée au Musée Giovanni Boldini.  

## Description
Comme on peut le déduire d'une comparaison avec une aquarelle contemporaine aujourd'hui perdue (Deux amis, Dini et Dini 394), le tableau ne se situe pas dans un café ou dans un salon de musique, mais dans l'atelier de l'artiste place Pigalle, dont Boldini propose un aperçu avec son piano et deux tableaux au mur.

## Analyse
La matière picturale est appliquée d'un geste souple, à grands coups de pinceau larges synthétiques. La composition, construite à partir d'un entrelacement complexe de diagonales, se caractérise par de brusques coupures sans doute empruntées à l'esthétique du japonisme alors très en vogue, comme celle qui laisse en dehors de la toile le corps du pianiste dont seuls les mains et le visage sont visibles. Le point de vue surélevé accentue le mouvement de la chanteuse qui culmine avec l'ouverture soudaine de son éventail, un élément cher aussi à Degas et à Giuseppe De Nittis. L'œuvre propose également un plan fortement rapproché, qui accentue l'instantanéité et donc la « vérité » de la scène. 